# Beechcraft T-34 Mentor
El Beechcraft T-34 Mentor es un entrenador militar básico monomotor, de propulsión a hélice, derivado del Beechcraft 35 Bonanza. Las primeras versiones del T-34 datan de finales de los años cuarenta, sin embargo, este ha sido modernizado cambiando la propulsión de un motor a pistón por un turbohélice. Tras más de 50 años, aún continúa en servicio activo.

## Desarrollo

### Propulsión convencional

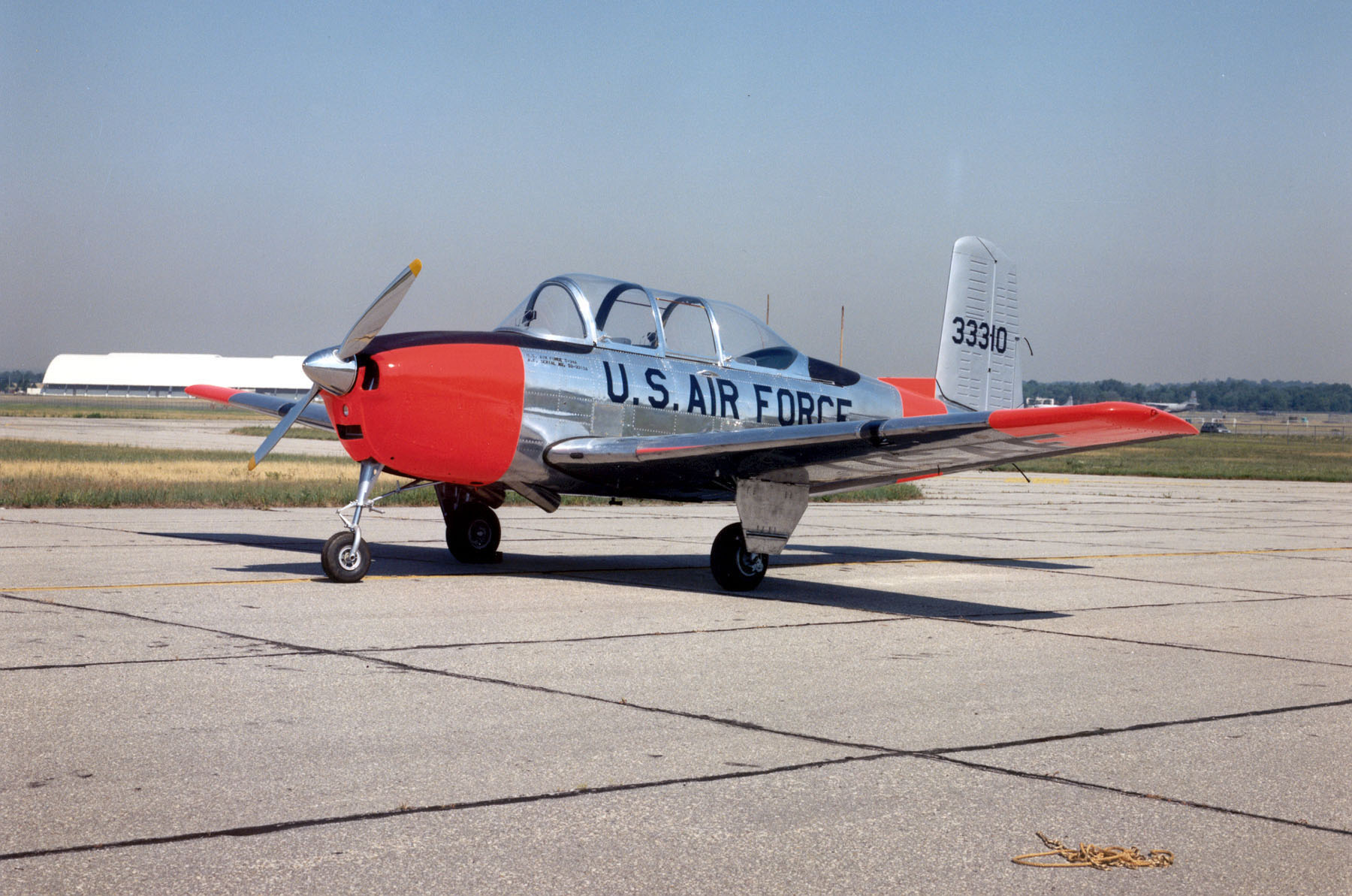
Un T-34A Mentor en el Museo Nacional de la Fuerza Aérea de los Estados Unidos.

El T-34 fue ideado por Walter Beech, quien lo desarrolló como un proyecto privado en un momento en que no había presupuesto para un nuevo entrenador básico. Beech esperaba ofrecerlo como una alternativa económica al North American T-6/NJ Texan, que por entonces era utilizado por todas las ramas militares de Estados Unidos.
Los diseños iniciales para el T-34 incluían la cola en V del Bonanza, pero el diseño final de 1948 incorporaba superficies de control convencionales en beneficio de los militares más conservadores. Se mantuvo el motor Continental de seis cilindros opuestos y 225 hp. La cabina de cuatro pasajeros del Bonanza fue reemplazada por una cabina de dos asientos en tándem y una carlinga en forma de burbuja que le proporcionaba gran visibilidad tanto al alumno como al instructor de vuelo.
El primer vuelo del prototipo tuvo lugar el 2 de diciembre de 1948 y fue realizado por Vern Carstens, piloto de pruebas de la Beechcraft. La Fuerza Aérea de Estados Unidos ordenó tres aeronaves de pruebas que recibieron la designación YT-34. Una larga competición siguió para la elección, y en 1953 la Fuerza Aérea le otorgó la denominación T-34A Mentor, mientras que la Armada le sigue en mayo de 1955 con el T-34B. El T-34A se mantuvo en producción entre 1953 y 1956, y se fabricó bajo licencia en Argentina (donde recibe la denominación de B-45 Mentor), Canadá y Japón. La Fuerza Aérea de Estados Unidos mantuvo sus unidades operativas hasta comienzos de los años sesenta, mientras que la Armada de los Estados Unidos mantuvo operativos los T-34B hasta comienzos de los setenta. Hoy en día, todavía varias fuerzas armadas mantienen sus Mentor en servicio activo.

### Model 73 Jet Mentor

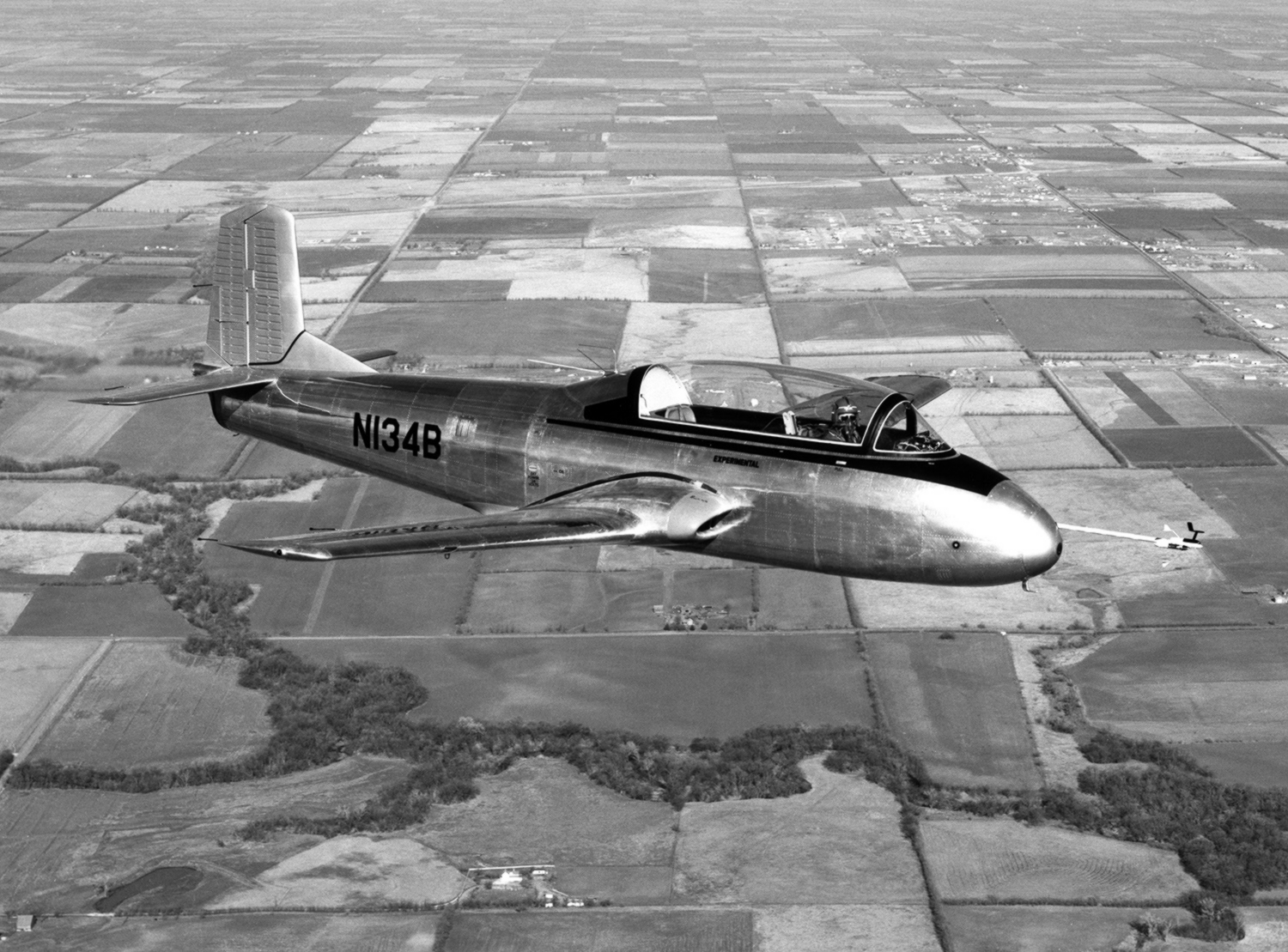
El Model 73 Jet Mentor.

En 1955, Beechcraft desarrolló un derivado con motor a reacción, de nuevo como proyecto privado, y de nuevo con la esperanza de ganar un contrato de las Fuerzas Armadas estadounidenses.
El Model 73 Jet Mentor compartía muchos componentes con el avión de motor de pistón; las principales diferencias visuales eran la cabina rediseñada, que fue recolocada más adelante en el fuselaje, y las tomas de aire para el motor a reacción en las raíces alares, suministrando aire a un único motor a reacción Continental J69 de 4,1 kN (920 lbf) en el fuselaje trasero.
El primer vuelo del Model 73, matriculado N134B, fue el 18 de diciembre de 1955. El Model 73 fue evaluado por la USAF, que ordenó el Cessna T-37, y por la USN, que se decidió por el Temco TT Pinto. Tras las pruebas iniciales en el Centro Naval de Pruebas Aéreas en NAS Patuxent River, Maryland, la Armada probó si era factible usar el TT Pinto como entrenador a reacción para el entrenamiento de vuelo primario en 1959, pero suspendió el uso del avión en diciembre de 1960 y descartó todos los ejemplares, volviendo a los T-34B Mentor y North American T-28 Trojan de motor de pistón para cubrir sus necesidades de entrenamiento de vuelo primario. 
El Beechcraft Model 73 no entró en producción, y el único prototipo es exhibido en el Kansas Aviation Museum.

### Propulsión turbohélice
Después de más de 20 años en servicio y con el continuo uso de las turbinas en la aviación, Beechcraft buscó renovar el diseño de su entrenador para aumentar sus capacidades. Para tal fin utilizó dos T-34B, a los que adaptó un motor turbohélice Pratt & Whitney Canadá PT6A-25 de 550 hp (410 kW); a estos prototipos se les denominó YT-34C. Tras un periodo de pruebas, la Armada y el Cuerpo de Infantería de Marina de los Estados Unidos adoptaron el T-34C como entrenador primario y lo mantuvieron hasta 2005, fecha en la que comenzó su progresivo reemplazo por el T-6 Texan II.

### Componentes del T-34C-1
Referencias:
Leyenda:  Canadá -  Estados Unidos -  Francia

#### Armamento

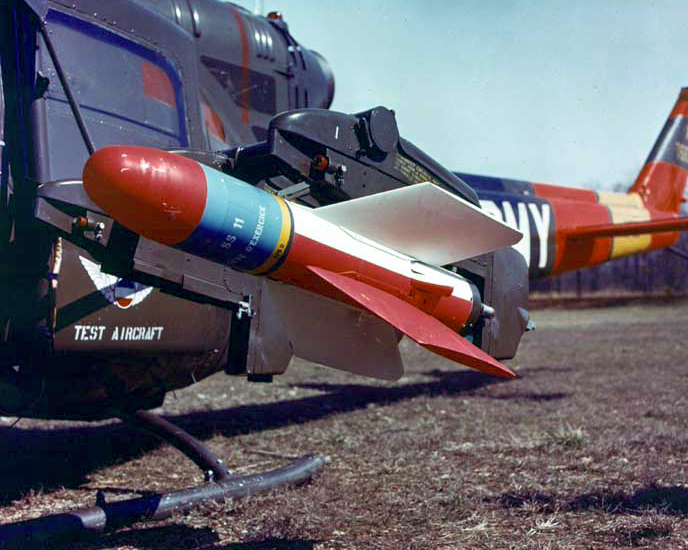
SS.11 en pruebas

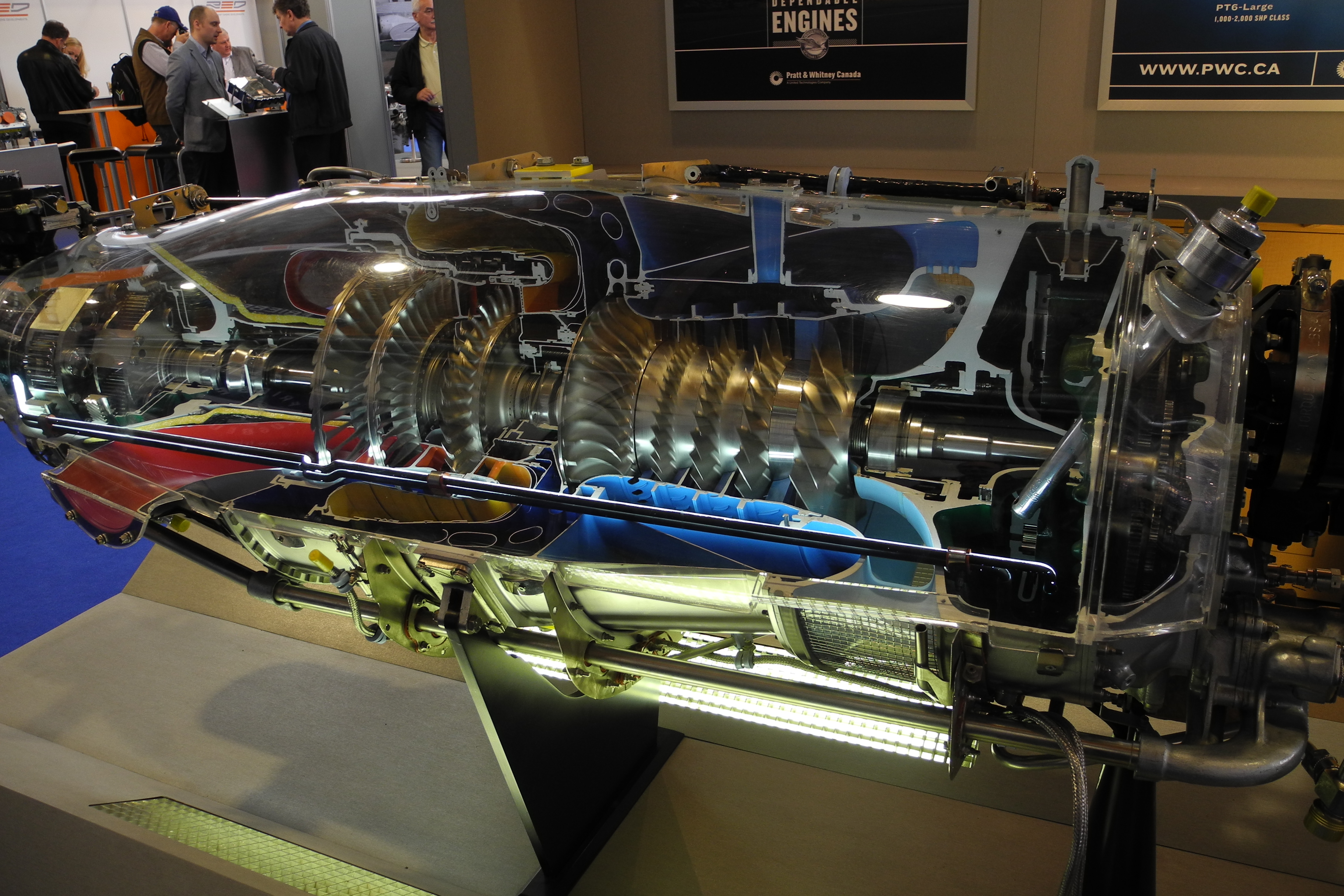
PT6

| Sistema                         | País                      | Fabricante               | Notas                              |
| ------------------------------- | ------------------------- | ------------------------ | ---------------------------------- |
| Pod de ametralladora (opción)   | Bandera de Estados Unidos | General Electric         | SUU-11 con M134 Minigun de 7.62 mm |
| Cohete aire-tierra FFAR de 70mm | Bandera de Estados Unidos | Hunter Douglas Thermador |                                    |
| Misil antitanque SS.11          | Bandera de Francia        | Nord Aviation            |                                    |
| Bomba Mark 81                   | Bandera de Estados Unidos | General Dynamics         |                                    |
| Bomba incendiaria BLU-10/B      | Bandera de Estados Unidos |                          |                                    |

#### Propulsión
| Sistema | País              | Fabricante             | Notas       |
| ------- | ----------------- | ---------------------- | ----------- |
| Motor   | Bandera de Canadá | Pratt & Whitney Canada | 1 × PT6A-25 |

## Versiones

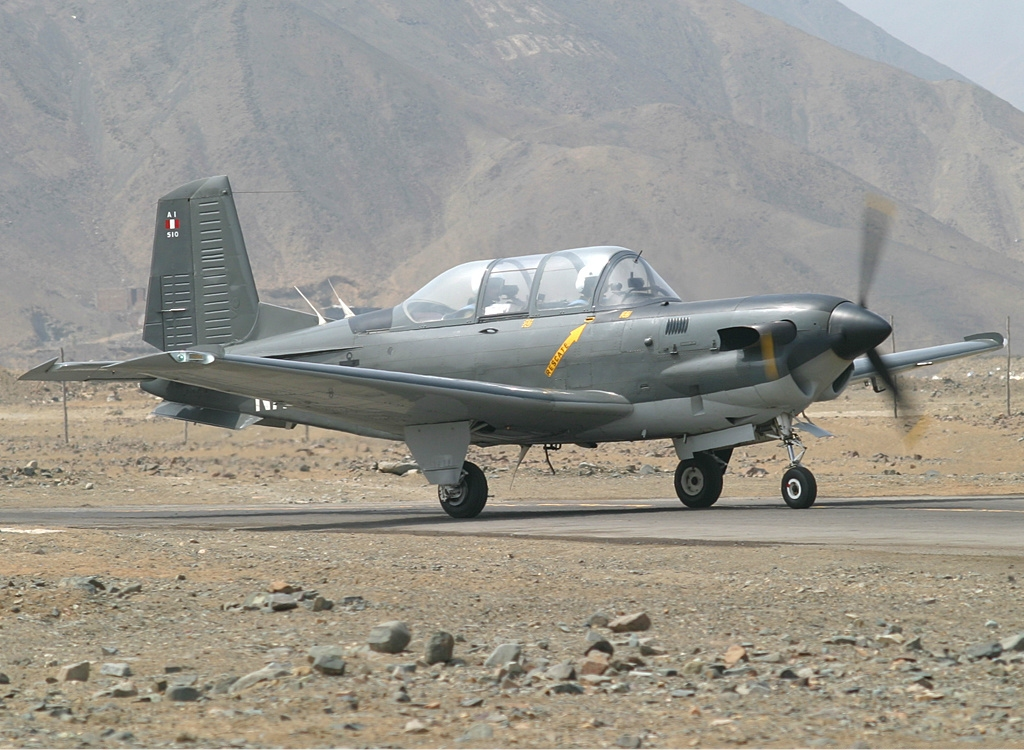
Un T-34C Turbo Mentor de la Marina de Guerra del Perú.

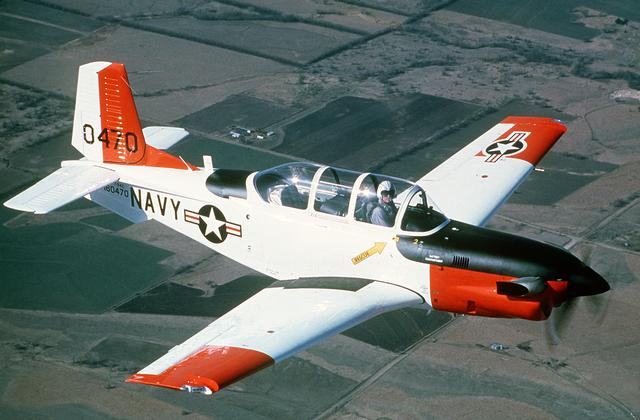
Un T-34C Turbo Mentor que se distingue del modelo B (pistón) por el motor turbohélice tripala.

Model 45
Designación inicial de la compañía.
YT-34A
Prototipos utilizados por la Fuerza Aérea de Estados Unidos para vuelos de pruebas, tres construidos.
T-34A Mentor
Denominación dada a las aeronaves de la Fuerza Aérea de Estados Unidos, 450 construidos.
T-34B
Denominación dada a las variantes adquiridas por la Armada de los Estados Unidos, 423 construidos.
Model B45
Versión de exportación del Model 45. 318 construidos, más 173 construidos bajo licencia por Fuji en Japón y 75 construidos en Argentina.
YT-34C
Prototipos para la evaluación de una variante turbohélice, 2 construidos.
T-34C Turbo Mentor
Entrenador primario de la Armada de Estados Unidos.
T-34C-1
Variante de exportación del Turbo Mentor, dotada de puntos de anclaje bajo las alas, para ataque ligero.
Turbine Mentor 34C
Versión civil del T-34C.
Allison Turbine Mentor
Conversión de T-34 Mentor excedentes para ser propulsados por motores turbohélice Allison Model 250.
Model 73
Variante de motor a reacción, uno construido.

## Operadores
Arabia Saudita
- Real Fuerza Aérea Saudí[8]

 Argelia
 Argentina

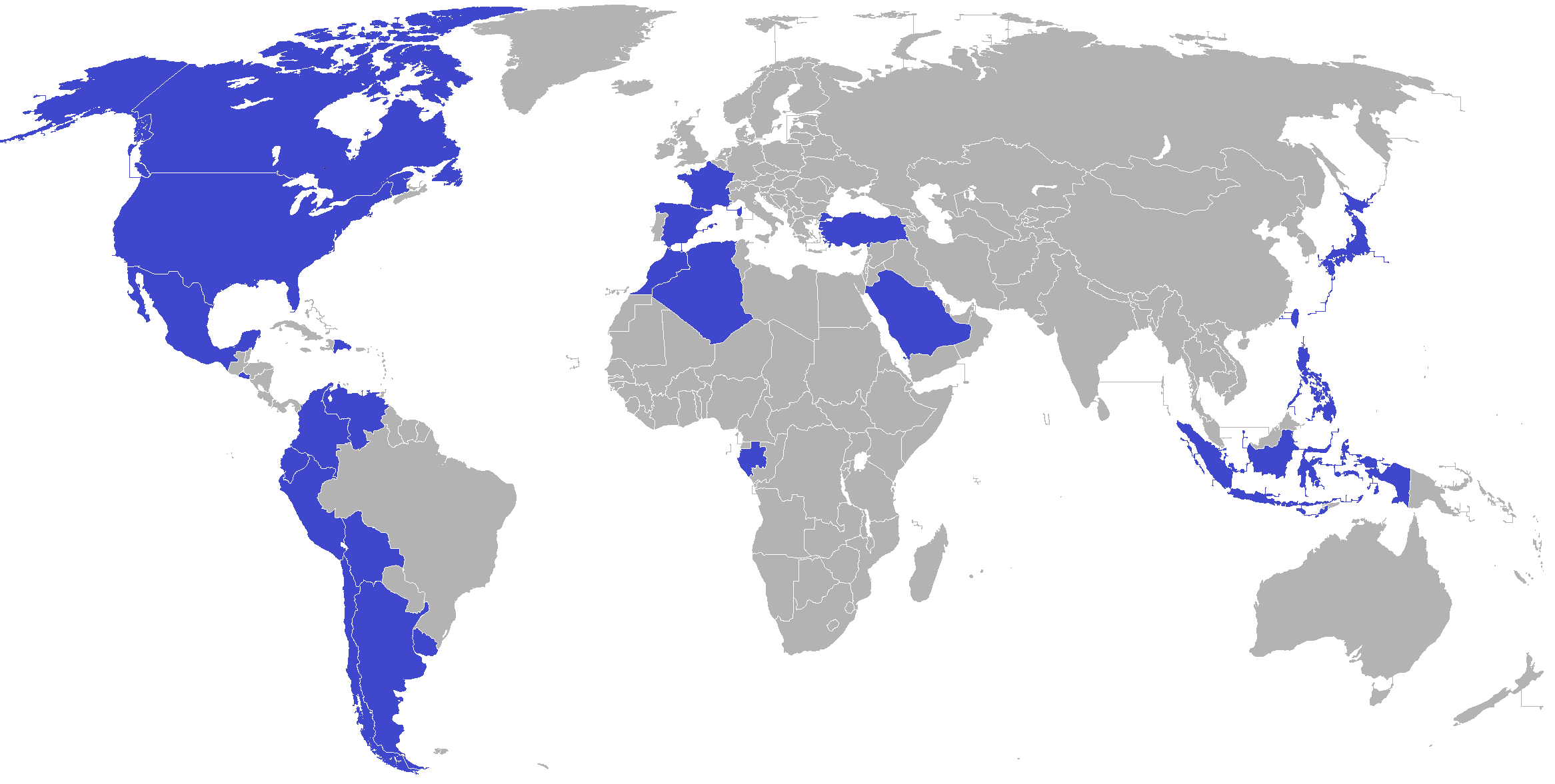
Países operadores del avión Beechcraft T-34 Mentor.

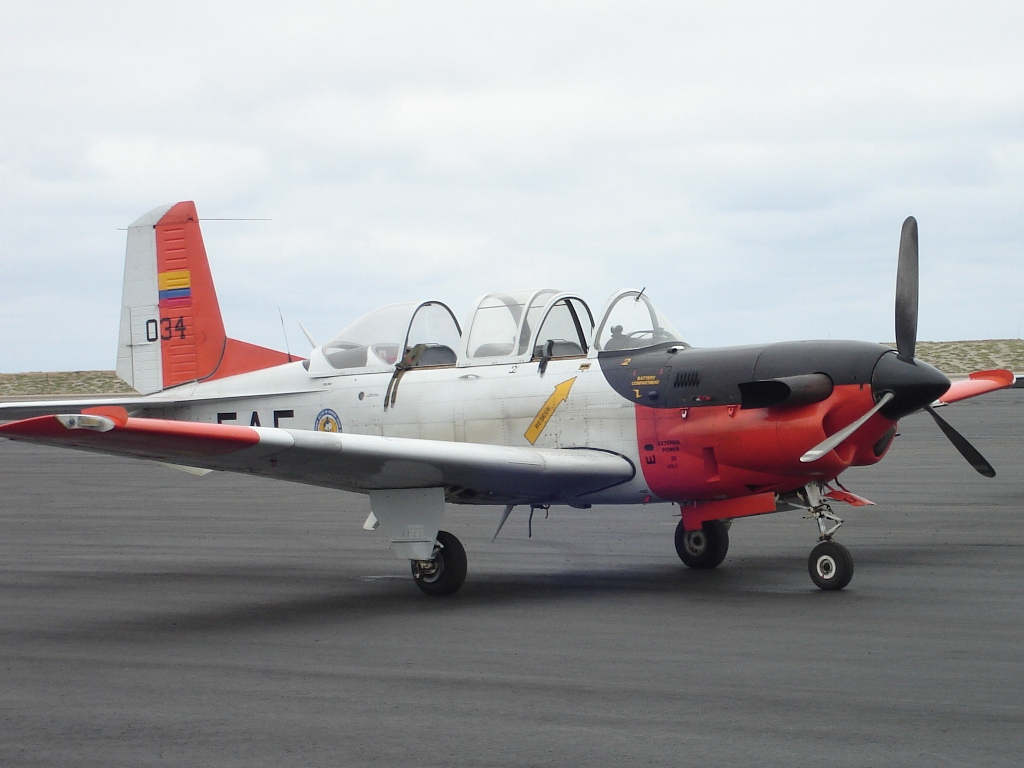
Avión T-34C-1 de la Fuerza Aérea Ecuatoriana.

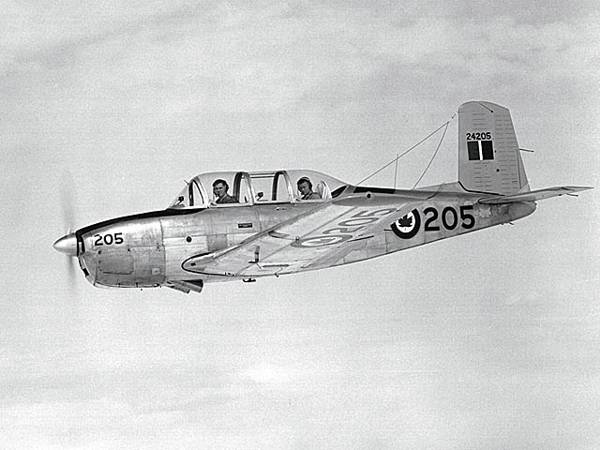
RCAF MENTOR 205 sobre RCAF Station Penhold, Alberta, 12 de agosto de 1954.

- Fuerza Aérea Argentina: se adquirieron 15 en Estados Unidos y la FMA produjo 75 ejemplares bajo licencia; actualmente están dados de baja.[10]
- Armada Argentina: recibió 15 T-34C-1 en 1978, de los cuales 10 aparatos continúan en servicio como entrenador primario.[9] Desde finales de 2013 y hasta mediados de 2014, se utilizaron 3 aeronaves para combatir al narcotráfico.

 Bolivia
- Fuerza Aérea Boliviana: recibió 11 T-34A y B de Uruguay en 2000.[11]

 Canadá
- Real Fuerza Aérea Canadiense: 25 T-34A construidos en Canadá por Canadian Car and Foundry, evaluados de 1954 a 1956 con los Cursos 5409 y 5411 de la RCAF, RCAF Station Penhold, Alberta, hasta que fueron donados a otras fuerzas aéreas.

 Chile
- Fuerza Aérea de Chile: dado de baja y reemplazado por el T-35 Pillán.
- Armada de Chile: dado de baja y reemplazado por el Pilatus PC-7.

 República de China
- Armada de la República de China[12]

 Colombia
- Fuerza Aérea Colombiana: dado de baja, reemplazado por el T-90 Calima de fabricación nacional.[13]

 República Dominicana
 Ecuador
- Fuerza Aérea Ecuatoriana[9] Dados de baja en 2017.
- Armada del Ecuador[15]

 El Salvador
 España
- Ejército del Aire

 Estados Unidos
- Fuerza Aérea de los Estados Unidos
- Ejército de los Estados Unidos[16]
- Armada de los Estados Unidos
- Cuerpo de Marines de los Estados Unidos
- Guardia Costera de los Estados Unidos
- Patrulla Aérea Civil

 Filipinas
- Fuerza Aérea de Filipinas

 Francia
 Gabón
 Grecia
 Indonesia
- Fuerza Aérea del Ejército Nacional de Indonesia[9]

 Japón
- Fuerza Aérea de Autodefensa de Japón
- Fuerza Terrestre de Autodefensa de Japón

 México
 Marruecos
- Real Fuerza Aérea de Marruecos[9]

 Perú
- Fuerza de Aviación Naval[9]

 Turquía
- Fuerza Aérea Turca

 Uruguay
- Fuerza Aérea Uruguaya: utilizó 44 aeronaves de las versiones A y B desde 1976 a 1999.
- Armada Nacional del Uruguay: la Aviación Naval Uruguaya utilizó inicialmente 4 ejemplares A y B; actualmente utiliza la versión C-1.[9]

 Venezuela

## Especificaciones (T-34A Mentor)
Referencia datos: Jane's

### Características generales
- Tripulación: Dos (piloto instructor y piloto/navegante estudiante)
- Longitud: 7,9 m (25,9 ft)
- Envergadura: 10,6 m (34,8 ft)
- Altura: 2,9 m
- Superficie alar: 16,7 m² (179,8 ft²)
- Peso vacío: 977 kg (2153,3 lb)
- Peso máximo al despegue: 1315 kg (2898,3 lb)
- Planta motriz: 1× motor bóxer de seis cilindros refrigerado por aire Continental O-470-13.
  - Potencia: 168 kW (225 HP; 228 CV)

### Rendimiento
- Velocidad máxima operativa (Vno): 306 km/h (190 MPH; 165 kt)
- Alcance: 1520 km (821 nmi; 945 mi) (máximo)
- Techo de vuelo: 6096 m (20 000 ft)
- Régimen de ascenso: 6,3 m/s (1230 ft/min)

### Armamento
- Ametralladoras, bombas o cohetes.

## Especificaciones (T-34C Turbo Mentor)
Referencia datos: Jane's

### Características generales
- Tripulación: Dos (piloto instructor y piloto/navegante estudiante)
- Longitud: 8,8 m (28,7 ft)
- Envergadura: 10,2 m (33,3 ft)
- Altura: 2,92 m
- Superficie alar: 16,7 m² (179,8 ft²)
- Peso vacío: 1343 kg (2960 lb)
- Peso máximo al despegue: 1,950 kg (T-34C-1 2,500 kg)
- Planta motriz: 1× Turbohélice de flujo inverso  Pratt & Whitney Canada PT6A-25.
  - Potencia: 410 kW (565 HP; 558 CV)
- Hélices: tripala de velocidad constante

### Rendimiento
- Velocidad nunca excedida (Vne): 520 km/h (323 MPH; 281 kt)
- Velocidad crucero (Vc): 396 km/h (246 MPH; 214 kt)
- Alcance: 1311 km (708 nmi; 815 mi) (máximo)
- Techo de vuelo: 9100 m (29 856 ft)
- Régimen de ascenso: 7,5 m/s (1476 ft/min)

### Armamento
- Ametralladoras, bombas o cohetes.

## Aeronaves relacionadas

### Desarrollos relacionados
- T-6 Texan II
- Beechcraft Bonanza
- Beechcraft Travel Air
- Beechcraft Baron
- Fuji KM-2

### Aeronaves similares
- T-28 Trojan
- T-35 Pillán
- Pilatus P-3
- PAC CT/4
- TAI Hürkuş

### Secuencias de designación
- Secuencia Numérica (interna de Beechcraft): ← 36 - 38 - 40 - 45 - 46 - 50 - 55 -- 60 - 65 - 70 - 73 - 76 - 77 - 80 →
- Secuencia T-_ (Entrenadores estadounidenses, 1948-presente): ← T-31 - T-32 - T-33 - T-34 - T-35 - T-36 - T-37 →
- Secuencia E._ (Aeronaves de Escuela del Ejército del Aire español, 1954-1978): ← E.14 - E.15 - E.16 - E.17 - XE.18 - E.18 - E.19 →
- Secuencia E._ (Aeronaves de Escuela del Ejército del Aire español, 1978-presente): ← E.14 - E.15 - E.16 - E.17 - E.18 - E.19 - E.20 →